# Суид-Гров (тауншип, Миннесота)
Суид-Гров (англ. Swede Grove) — тауншип в округе Микер, Миннесота, США. На 2000 год его население составило 414 человек.

## География
По данным Бюро переписи населения США площадь тауншипа составляет 92,1 км², из которых 89,8 км² занимает суша, а 2,3 км² — вода (2,47 %).

## Демография
По данным переписи населения 2000 года здесь находились 414 человек, 132 домохозяйства и 111 семей.  Плотность населения —  4,6 чел./км².  На территории тауншипа расположено 139 построек со средней плотностью 1,5 построек на один квадратный километр. Расовый состав населения: 95,65 % белых, 1,21 % афроамериканцев и 3,14 % азиатов.
Из 132 домохозяйств в 41,7 % воспитывались дети до 18 лет, в 68,2 % проживали супружеские пары, в 7,6 % проживали незамужние женщины и в 15,9 % домохозяйств проживали несемейные люди. 12,9 % домохозяйств состояли из одного человека, при том 3,8 % из — одиноких пожилых людей старше 65 лет. Средний размер домохозяйства — 3,14, а семьи — 3,43 человека.
34,5 % населения — младше 18 лет, 6,5 % — в возрасте от 18 до 24 лет, 27,5 % — от 25 до 44, 18,8 % — от 45 до 64, и 12,6 % — старше 65 лет. Средний возраст — 34 года. На каждые 100 женщин приходилось 109,1 мужчин.  На каждые 100 женщин старше 18 приходилось 116,8 мужчин.
Средний годовой доход домохозяйства составлял 39 750 долларов, а средний годовой доход семьи —  39 000 долларов. Средний доход мужчин —  28 676  долларов, в то время как у женщин — 21 875. Доход на душу населения составил 15 395 долларов. За чертой бедности находились 13,9 % семей и 18,8 % всего населения тауншипа, из которых 28,7 % младше 18 и 12,7 % старше 65 лет.